# 1,3,5-トリメチル-1,3,5-トリアジナン
1,3,5-トリメチル-1,3,5-トリアジナン（英語: 1,3,5-trimethyl-1,3,5-triazinane）は、化学式が (CH3NCH2)3 の有機化合物である。無色の液体で、多くの有機溶媒に溶ける。構造的にはヘキサヒドロ-1,3,5-トリアジンの一つであり、通常、アミンとホルムアルデヒドの縮合反応で生じる。
ブチルリチウムによる脱プロトン化を受け、ホルミルアニオンの供給源となる試薬が得られる。